# Зов Гардмана
«Зов Гардмана» (арм. Գարդմանի կանչ, [Гардмани канч]) — научно-культурная и историко-духовная иллюстрированная газета Земляческого союза армян Гардмана. Выходила с июля 1996 года, до 2000 года называлась «Гардман» («Գարդմանք»), последний выпуск был в 2014 году.
Язык текста — армянский, иногда[когда?] печатаются статьи на русском языке. Тираж: 1000 экземпляров.
Основателем и главным редактором газеты был Сергей Карапетян. Заместитель главного редактора — Гурген Карапетян, ответственный секретарь — Сусанна Меликян, ответственный за номер — Ваагн Пилипосян[значимость факта?]. В газете отражались социально-экономические, военно-политические вопросы Армении, история области Гардман.
В 2014 году из-за противоречий, возникших между председателем общественной организации земляческого объединения Гардманских армян, прокурором Аштарака Акопом Мартиросяном и некоторыми членами редакционного состава, газета окончательно прекратила публикацию.